# Карла Маркса (Тимашёвский район)
Карла Маркса — хутор в Тимашёвском районе Краснодарского края России.
Входит в состав Днепровского сельского поселения.

## История
По некоторым сведениям хутор полковника Калеры основан в 1877 г. По данным на 1926 г. хутор Карла Маркса (бывший Калери) состоял из 92 хозяйств, в которых проживало 459 человека, основное население — великоросы. В административном отношении входил в состав Малининского сельского совета Тимошевского района Кубанского округа Кавказского края. 

## Население
| 2002 | 2010 |
| ---- | ---- |
| 98   | ↘96  |

## Улицы
- ул. Ветеранов,
- ул. Карла Маркса[7].